# A Bar Song (Tipsy)
«A Bar Song (Tipsy)» es una canción del cantante estadounidense Shaboozey. Fue lanzada el 12 de abril de 2024, como el cuarto sencillo de su álbum Where I've Been, Isn't Where I'm Going. 
Encabezó las listas en Australia, Bélgica, Canadá, Irlanda, Noruega, Suecia y Estados Unidos y alcanzó el top diez en Dinamarca, Islandia, Países Bajos, Nueva Zelanda, Sudáfrica y el Reino Unido. La canción se ha convertido en el éxito número uno de mayor duración en el Billboard Hot 100 en 2024, así como en el éxito número uno de mayor duración en el Canadian Hot 100.

## Antecedentes y composición
Shaboozey lanzó «A Bar Song (Tipsy)» en abril de 2024. La canción interpola el sencillo de 2004 de J-Kwon, «Tipsy». Líricamente, la canción trata sobre alguien frustrado por el trabajo y desahoga sus frustraciones bebiendo alcohol en un bar.

## Desempeño comercial
«A Bar Song (Tipsy)» se ubicó en el número uno en Hot Country Songs de Billboard, siendo el sucesor de «Texas Hold 'Em» de Beyoncé, que por primera vez en la historia dos artistas afrodescendientes consecutivos ocuparon la posición número uno en dicha lista.Esta canción convirtió a Shaboozey en el primer artista negro masculino en llegar al número uno en las listas Hot 100, Hot Country Songs y Country Airplay de Billboard al mismo tiempo. Además, pasó siete semanas en el número uno en esta última lista, superando el récord del sencillo debut número uno de mayor duración establecido anteriormente por «Jesus, Take the Wheel» de Carrie Underwood, que pasó seis semanas en la cima a finales de enero y principios de febrero en 2006. En la semana del 19 de octubre de 2024, pasó su vigésima semana en el número uno en el Canadian Hot 100, rompiendo el récord del éxito número uno de mayor duración en la lista establecido por «Old Town Road» de Lil Nas X con Billy Ray Cyrus en 2019.